# Казармы лейб-гвардии Конного полка
Казармы лейб-гвардии Конного полка — памятники архитектуры. Расположены в Санкт-Петербурге, современные адреса — Большая Морская улица, 67, улица Труда, 8-10, улица Якубовича, 3, 26, Конногвардейский переулок, 3-5, 2-4, Почтамтский переулок, 1. В честь расквартированного здесь полка было дано название Конногвардейскому бульвару и переулку.
Лейб-гвардии Конный полк сначала был размещён около Смольного монастыря, распоряжался Кикиными палатами, с 1799 года — Таврическим дворцом, с 1800 года — домом Гарновского на Фонтанке. Казармы у Поцелуева моста занимал Кавалергардский полк, но в начале XIX века полк перешёл в строения на Шпалерной улице, и старые казармы были переданы Конному полку.
В 1760-е годы участок принадлежал «голландскому купцу и пильных мельниц, канатных заводов содержателю Брунбергу», он построил здесь двухэтажный дом с двумя боковыми флигелями, с огородом и оранжереями между корпусами. Брунберг разорился в 1770 году, в 1774 году владение перешло в казну и по предложению генерала Бауэра дом перестроили и приспособили для генерального штаба. Перед домом устроили небольшой плац, к концу века в здании был Корпус Вожатых. В 1806 году дом перестроили Росси (центральную часть) и Ермолаев (боковые флигеля), но места для полка оказалось недостаточно, и было решено построить новые казармы.
По проекту Д. Кваренги для Конного полка у Поцелуева моста к 14 ноября 1807 года был достроен манеж и каменный трёхэтажный солдатский корпус, обращённый на Адмиралтейский канал (в 1842 году засыпан, стал Конногвардейским бульваром). На верхнем этаже были офицерские казармы, вход в них был через шесть лестниц со стороны Почтамта. Во втором этаже находились солдаты, вход для них был со стороны канала. Между основными казарменными зданиями и Благовещенской площадью за каменным забором располагались мастерские, кузница и полковой госпиталь. В 1844—1847 годах И. Д. Черник возвёл новые корпуса на Большой Морской улице и в Конногвардейском переулке, перестроил солдатский корпус, иначе обработав фасады. Между новым корпусом полка и зданием Морских казарм, также построенных Черником, проложили улицу Труда, связав Поцелуев мост с Николаевским мостом (первым постоянным мостом через Неву). Одно из построенных Черником трёхэтажных казарменных зданий в 1930 году было перестроено в четырёхэтажный жилой дом с воротами со стороны площади.
На главном солдатском корпусе использован мотив неоднократно повторяющихся ризалитов, завершённых треугольными фронтонами. Стиль здания — переходный от казарменного классицизма к неоренессансу в безордерной трактовке. Старые казарменные здания по улице Якубовича сохранили элементы оформления, характерные для конца XVIII-начала XIX века. Перед 1917 годом в доме № 4 располагался Кексгольмский полк (при этом казармы были переполнены, а проводить учения в этом районе было нельзя). С 2008 года в доме расположен Музей русской водки. В июле 2015 года был объявлен конкурс на реставрацию фасадов с восполнением утраченных элементов декора (без фасадов дворового корпуса, так как он был отреставрирован в 2009 году).
Офицерский корпус, построенный Черником — двухэтажное здание на высоком гранитном цоколе с трёхэтажными центральным и боковыми ризалитами в эклектичном стиле, в нём соединены черты классицизма (штукатурка, рустовка) с чертами неоренессанса — «брамантовыми окнами». У дома долгое время были красные кирпичные фасады. Для облицовки цоколя использован красный тёмно-розовый гранит-рапакиви с крупнозернистой порфировидной структурой. Над главным входом сохранилась лепнина на военную тематику. В начале XX века в здании был лазарет Лейб-гвардии конного полка, в котором к 1910 году было 75 коек для нижних чинов и 25 коек для офицеров, гражданские принимались за плату в отделение для нижних чино при наличии свободных мест В то же время в здании размещался Санкт-Петербургский окружной военный суд, потом Высшее морское пограничное училище, с 1961 года — Санкт-Петербургский государственный университет аэрокосмического приборостроения, на 2020-е годы также банк «Финансовый капитал». Здание казарм, примыкающее к офицерскому корпусу, также принадлежит ГУАПу, также в нём расположено ФБУ УК УФСИН России по г. СПб и ЛО. В центре квартала находится входящее в охраняемый комплекс здание, построенное в 1914 году В. П. Апышковым в стиле неоклассицизма.
Также к казарменной застройке квартала относилась Благовещенская церковь Конногвардейского полка (снесена в 1929 году, в сентябре 2021 года в ходе раскопок был обнаружен фундамент, в январе 2022 года включённый КГИОПом в Единый государственный реестр в качестве выявленного объекта культурного наследия народов России).

## Галерея

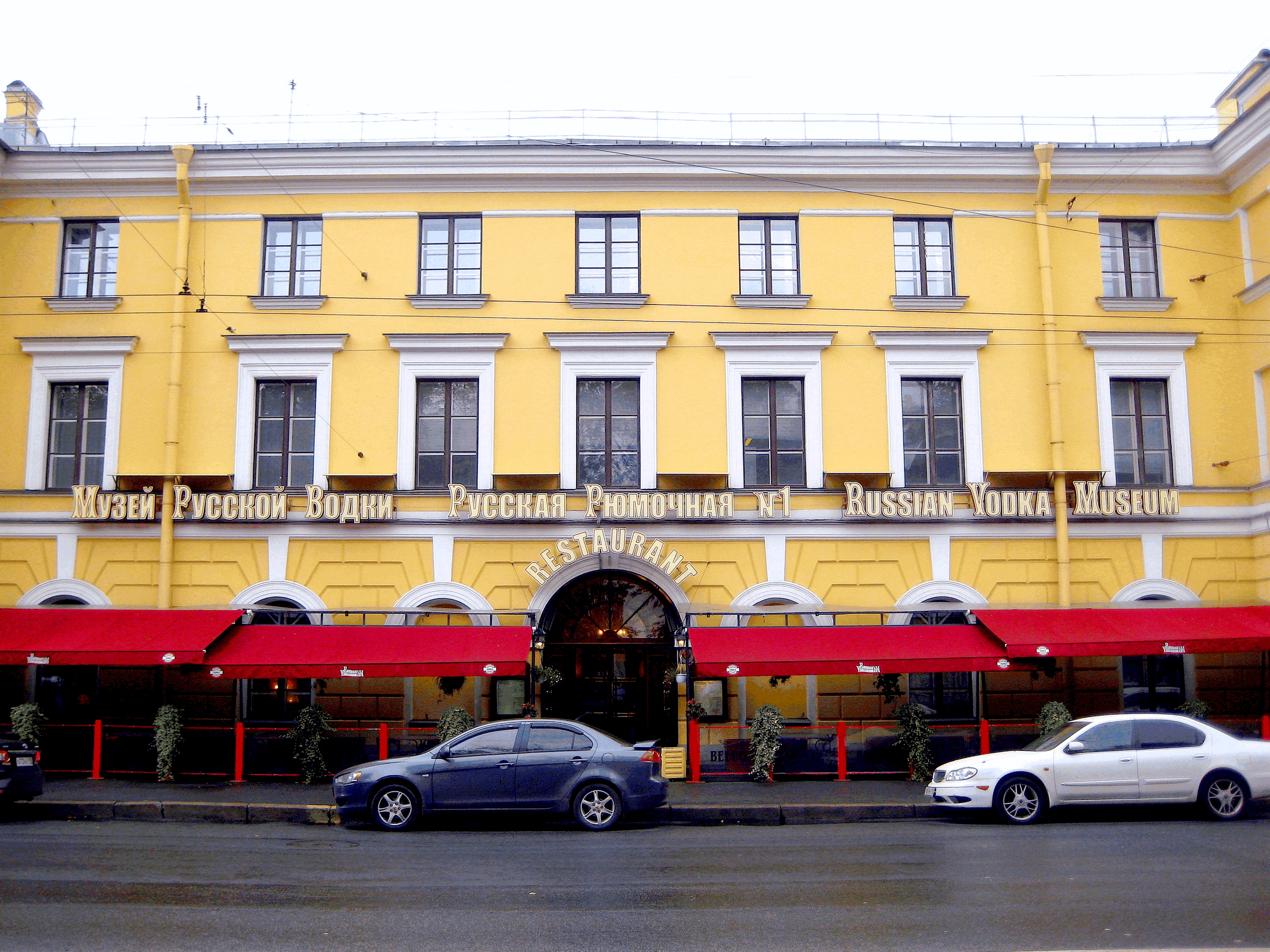
Конногвардейский бульвар, 4, Конногвардейский переулок, 2, улица Якубовича, 3 — солдатский корпус
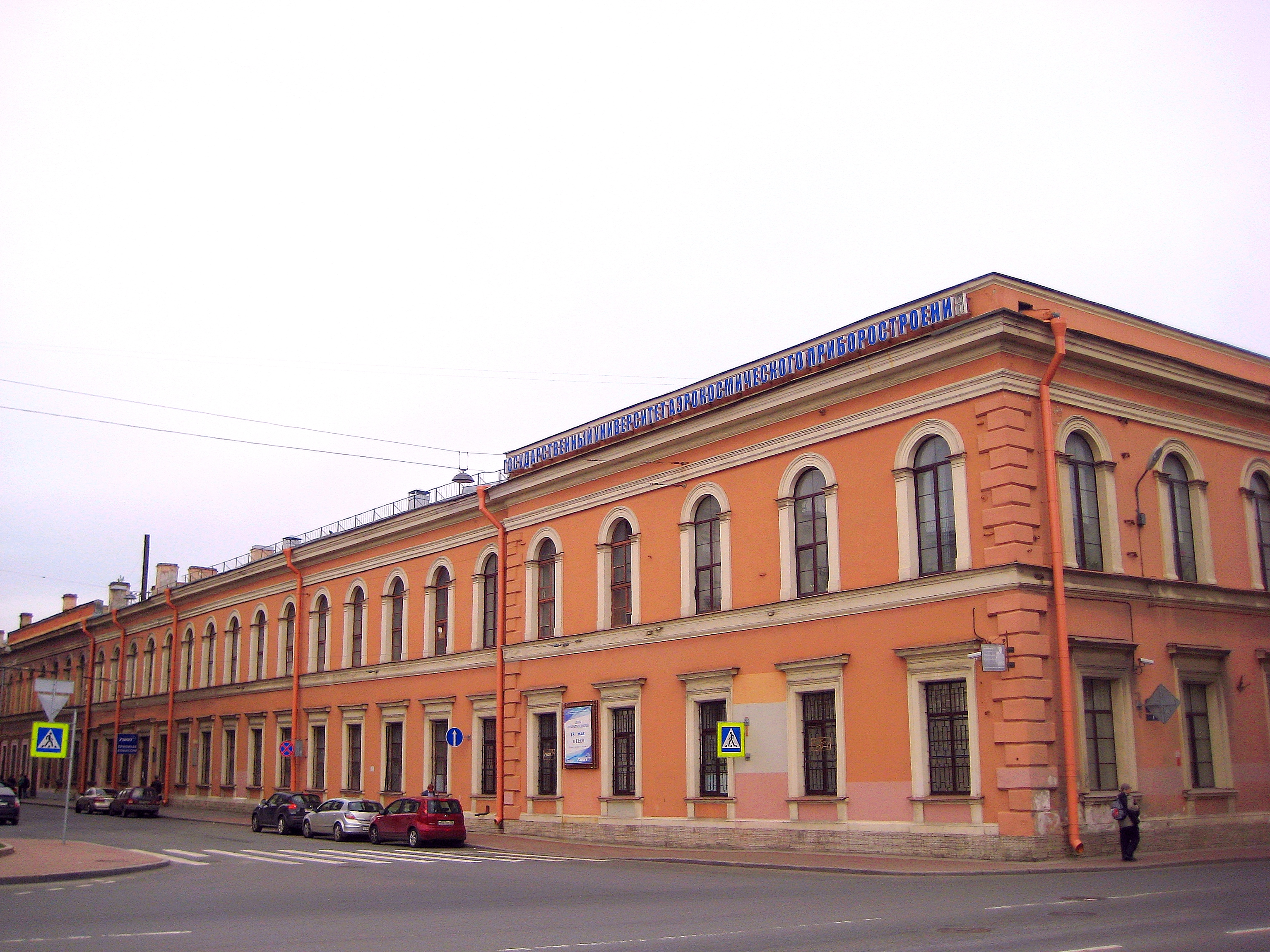
Солдатский корпус со стороны улицы Якубовича
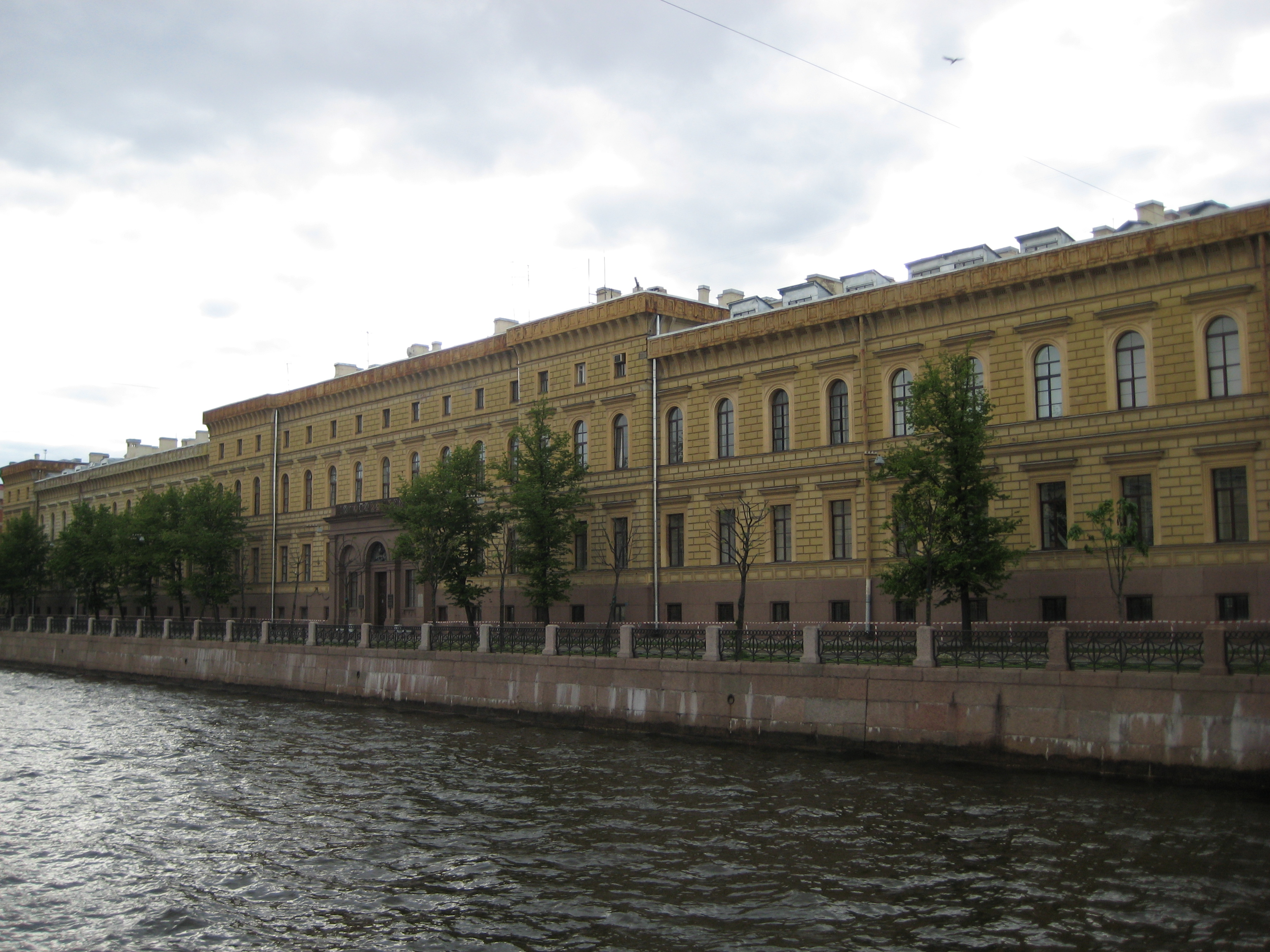
Большая Морская улица, 67 — офицерский корпус
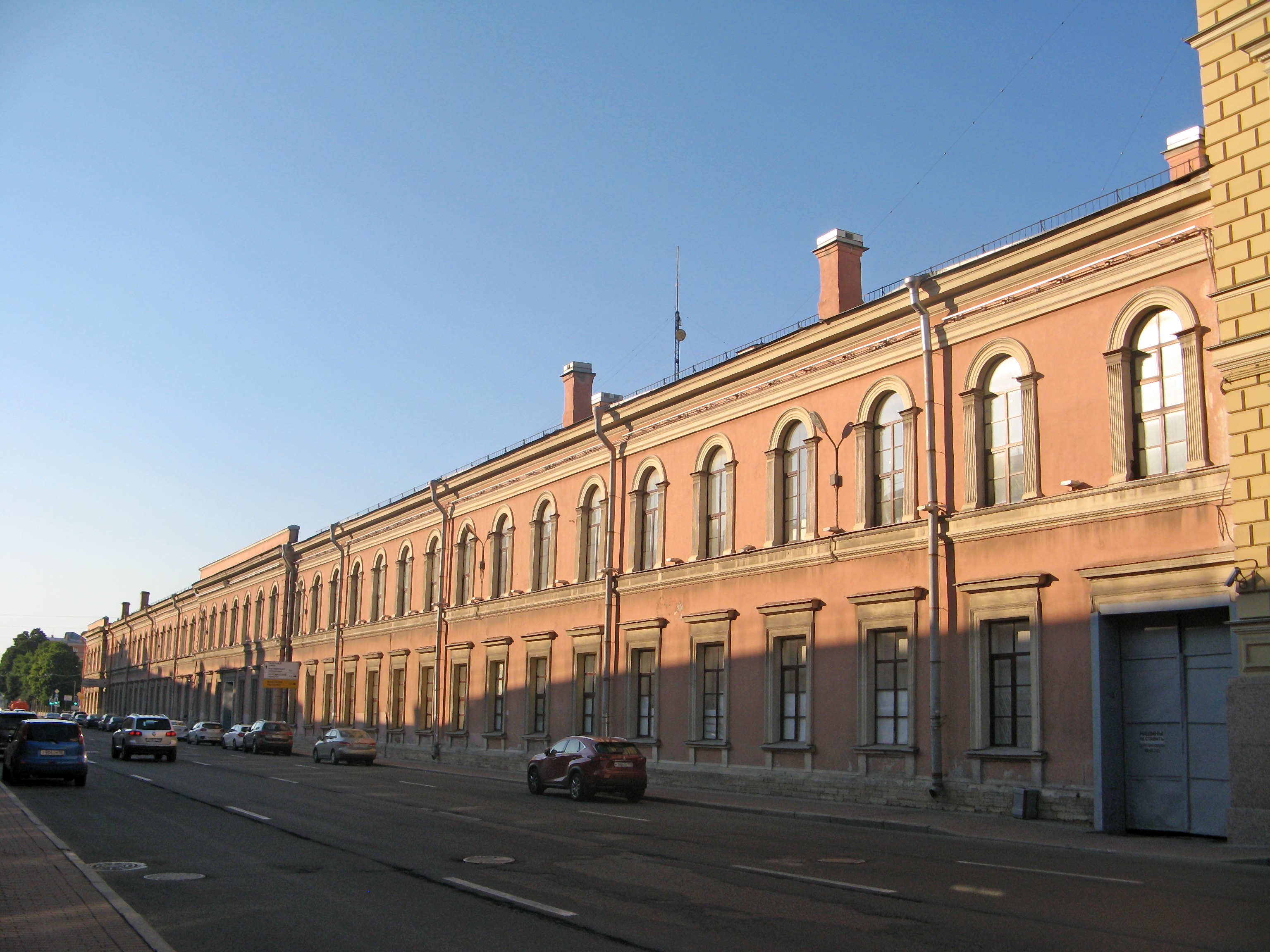
улица Труда, 8-10
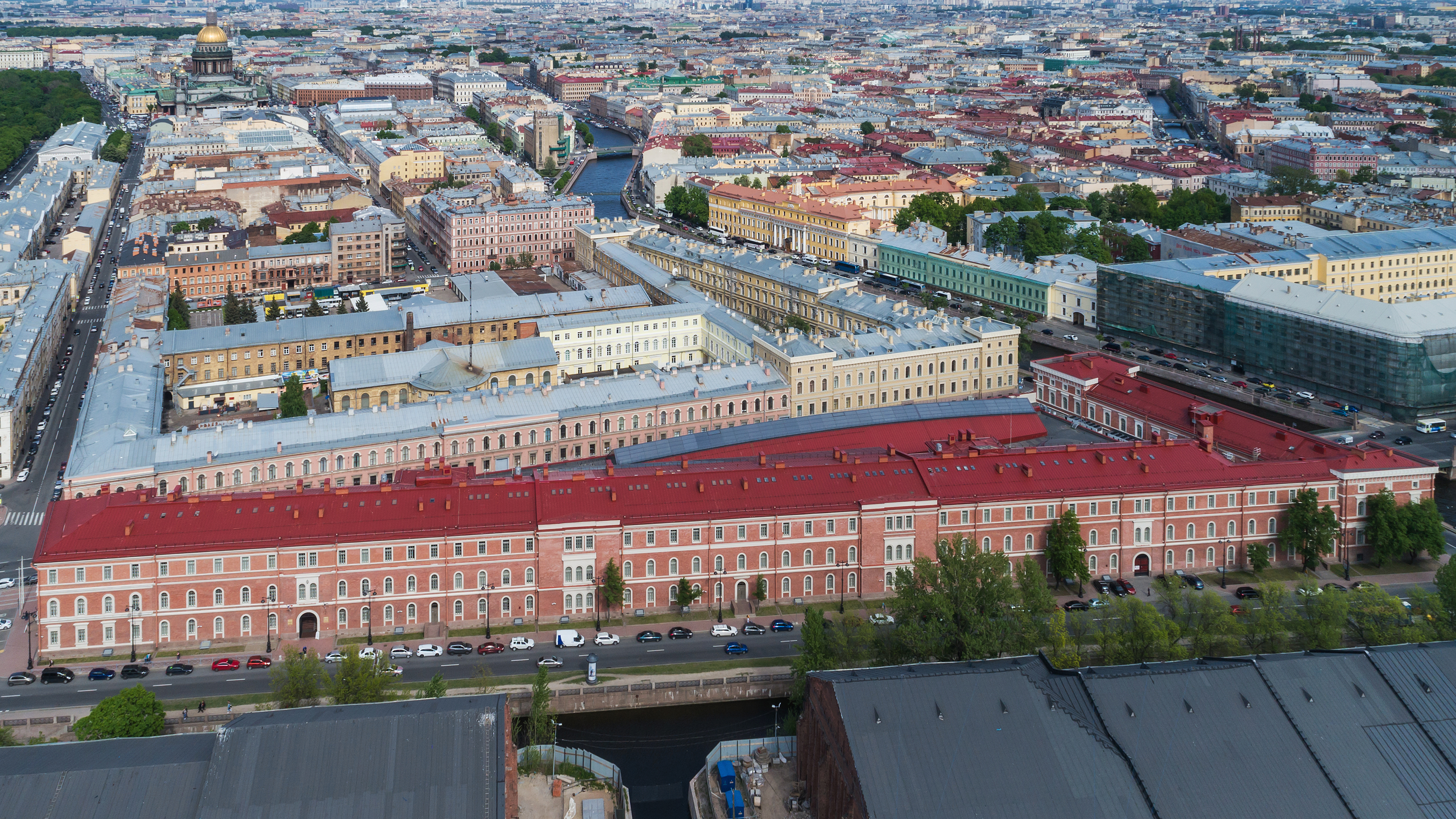
Общий вид на комплекс (на переднем плане — Крюковские (Морские) казармы)